# Дагестанська війна
Дагеста́нська війна́ — збройні сутички на території Дагестану 7 серпня — 14 вересня 1999 між загонами «Ісламської миротворчої бригади» під командуванням Багаутдіна Кебеде, Шаміля Басаєва та Хаттаба з одного боку та військами Росії — з іншого.

## Передумови
Проникнення в Дагестан ідей радикальної ісламської течії — ваххабізму — почалося ще наприкінці 1980-х років. Одним з представників дагестанських салафітів був Багаутдін Кебеде, який встановив під час Першої чеченської війни тісні контакти з арабським моджахедом Хаттабом та чеченськими польовими командирами. Після загибелі Джохара Дудаєва та закінчення Першої чеченської війни прихильники салафізму стали стрімко завойовувати позиції в Чечні, чому сприяла політика президента ЧРІ Зелімхана Яндарбієва. Сам Яндарбієв зазначав: «Я завжди вірянин був. Якби я таким не був, то не ввів би шаріат в Чеченії за ті дев'ять місяців, що був президентом. Хоча майже все керівництво не хотіло, щоб я так поспішно вводив шаріат».
В 1997—98 роках в Чечні отримали політичний притулок кілька десятків (за іншими даними[якими?] — кілька сотень) дагестанських салафітів. Частина з них воювала на боці повстанців під час Першої чеченської війни, інші брали участь у дагестанському салафістському підпіллі, за що в самому Дагестані перебували у розшуку. Вищезгаданий Багаутдін Кебеде за матеріальної підтримки чеченських польових командирів створив та озброїв автономні бойові формування. Він оголосив про намір перетворити Дагестан в незалежну ісламську державу та почав підготовку збройної боротьби проти проросійського керівництва республіки. Він сформував уряд у вигнанні, назвавши його Ісламською Шурою Дагестану. За участю Кебеде і його прихильників, у квітні 1998 року в Грозному відбувся установчий з'їзд організації «Конгрес народів Ічкерії та Дагестану» (КНІД), керівником якої став Шаміль Басаєв. Ідея створення цієї організації була співзвучна ідеї багатьох чеченських польових командирів — звільнення мусульманського Кавказу від російського імперського ярма. Під егідою КНІД були створені збройні формування, у тому числі «Ісламська міжнародна миротворча бригада», якою командував Хаттаб. КНІД неодноразово виступав з погрозами на адресу проросійського керівництва Дагестану, звинувачуючи його в переслідуванні місцевих мусульман, заявляючи про відсутність легітимної влади в республіці тощо.
1999 року дагестанські повстанці Кебеде почали дрібними групами проникати в Дагестан та створювати у важкодоступних гірських селищах військові бази та склади зброї. У червні-серпні 1999 року відбулися перші зіткнення між повстанцями, що проникли до Дагестану, та дагестанською міліцією, внаслідок яких загинуло і було поранено кілька міліціонерів. Проросійська влада Дагестану закликала федеральні війська провести великомасштабну військову операцію проти повстанців.
Кебеде нібито просив чеченських польових командирів допомогти дагестанським мусульманам у справі «звільнення священної дагестанської землі від окупації невірними». При цьому він стверджував, посилаючись на своїх родичів та прихильників в Дагестані, що у разі введення загонів повстанців в Дагестан переважна більшість населення Дагестану підтримає їх і підніме загальне антиросійське повстання. КНІД, очолюваний Шамілем Басаєвим та Хаттабом, погодився надати військове сприяння Кебеде, а також закликав до цього інших польових командирів (всього зібралося близько 40 командирів різних рівнів, включаючи Арбі Бараєва, Рамзана Ахмадова, Абдул-Маліка Межідова та інших).
На рішення КНІД надати військову підтримку загонам Кебеде (які до того часу вже мали у своєму складі кілька сотень добре озброєних бійців) вплинув конфлікт в керівництві Чечні між прихильниками курсу Аслана Масхадова («помірними») та «радикалами» (опозиційною Шурою на чолі з Шамілем Басаєвим), що мав місце в 1998—1999 роках, а також небажання відмовляти в допомозі одновірцям, багато з яких воювали на боці чеченських повстанців в Першу чеченську війну.

## Хронологія подій
- 1 серпня — «з метою припинення проникнення на територію району та можливих провокацій із боку місцевих послідовників екстремізму» в Цумадинський район Дагестану з Махачкали направлено зведений загін міліції (близько 100 осіб).
- 2 серпня — 4 червня — зіткнення махачкалинських міліціонерів із місцевими повстанцями-ваххабітами в Цумадинському районі.
- 3 серпня — органи внутрішніх справ Дагестану переводяться на казармений стан.
- 5 серпня — починається передислокація 102-ї бригади внутрішніх військ МВС для прикриття чеченсько-дагестанського кордону в Цумадинському районі.
- 7 серпня — підрозділи «Ісламської миротворчої бригади» Басаєва та Хаттаба чисельністю від 400[4] (за даними самих повстанців — 500)[7] повстанців, безперешкодно увійшли до Ботліхського району Дагестану та захопили ряд сіл (Ансалта, Рахата, Тандо, Шодрода, Годобері), оголосивши про початок операції«Імам Газі-Магомед»[8]
- 8 серпня — повстанці захопили села Шодрода та Зіберхалі[9].
- 9 серпня — 11 серпня — «Ісламська Шура Дагестану» розповсюдила «Декларацію про відновлення Ісламської Держави Дагестан» та «Постанову у зв'язку з окупацією Держави Дагестан» (ці документи датовані 6 серпня). «Шура» оголосила Державну раду Республіки Дагестан позбавленою влади та сформувала Ісламський уряд. Главою Ісламського уряду став Серажутдін Рамазанов, міністром інформації та друку — Магомед Тагаєв. На території кількох районів Дагестану починає мовлення телевізійний канал «Шури», яким передаються заклики до газавату та інші ідеологічні матеріали ісламістів. «Шура» офіційно призначила тимчасовими командувачами сил повстанців у Дагестані Шаміля Басаєва та арабського польового командира Хаттаба[4].
- 9 серпня — 25 серпня — Бій за висоту Осляче Вухо
- 11 серпень — дагестанські повстанці обстріляли та збили російський вертоліт. Серед поранених — троє генералів внутрішніх військ.
- 12 серпня — Росія завдала бомбових ударів по позиціях повстанців у районах населених пунктів Гагатлі й Анді в Дагестані[10].
- 13 серпня — Бій за селище Гагатлі та бої за висоту Осляче вухо на південь від населеного пункту Шодрода. Загибель майора Костіна.
- 16 серпня — Держдума ухвалила «вважати вторгнення незаконних збройних формувань із території Чеченської Республіки на територію Республіки Дагестан особливо небезпечною формою тероризму за участю іноземних громадян, спрямованою на відторгнення Республіки Дагестан від Російської Федерації»[11].
- 17 серпня — повстанці відбивають атаку російських військ на селище Тандо. З російської сторони: 6 спалених БМП, 34 загиблих, кілька десятків поранених[9].
- 18 серпня — російські сили вдруге штурмують висоту Осляче вухо.
- 23 серпня — Басаєв вивів залишки своїх загонів на територію Чечні.[12]
- 24 серпня — російські сили відновили контроль над селами Ансалта, Рахата, Шодрода, Тандо. За даними «Human Rights Watch» при штурмі останнього Росія використовувала вакуумні бомби[13].
- 29 серпня — 13 вересня — військова операція із захоплення та знищення ваххабітського анклаву в Кадарській зоні.
- 4 вересня — вибух житлового будинку в Буйнакську.
- 5 вересня — загони чеченських повстанців під командуванням Басаєва та Хаттаба знову входять у Дагестан із метою послабити тиск військово-міліцейських сил на повсталі села Карамахи та Чабанмахі в Кадарській зоні.[14][15]
- 5 вересня — повстанці знищили блокпост біля села Тухчар. Захоплені в полон російські військовослужбовці були вбиті.
- 6 вересня — повстанці повернули під свій контроль дагестанські села Новолакське, Чапаєве, Шушія, Ахар, Новокулі, Тухчар, Гаміях.
- 7 вересня — російські сили зупинили повстанців за 5 кілометрів від міста Хасавюрт[16].
- 11 вересня — біля села Дучі був збитий вертоліт-коригувальник артвогню Мі-8. Всі троє членів екіпажу встигли вистрибнути з парашутами, але чеченські снайпери розстріляли їх у повітрі[12]. Басаєв оголосив про виведення ісламських формувань із Новолакського району. Він заявив, що моджахеди увійшли до Дагестану для того, щоб допомогти одновірцям у Кадарської зоні, а тепер, після поразки ополченців, не має сенсу продовжувати бойові дії[4].
- 14 вересня — російські сили відновили контроль над селом Новолакське[17].

## Втрати
За офіційними російськими даними, 279 солдатів та офіцерів було вбито і 800 поранено.
За даними міністерства оборони РФ, втрати повстанців в Дагестані — близько 2500 вбитими.

## Конспірологічні теорії
Вторгнення до Дагестану було розцінено російською журналісткою Ганною Політковською як провокація, ініційована Москвою з метою розв'язати війну в Чечні, оскільки російські війська забезпечили ісламістам безпечний прохід назад до Чечні.
За словами олігарха Бориса Березовського, Другу чеченську війну було заплановано за шість місяців до дагестанських подій. Березовський стверджував, що Мовладі Удугов приїжджав до нього, але заперечував, що він був у змові з Удуговым. Однак, за словами Березовського, «Удугов і Басаєв змовилися зі Степашиним і Путіним, щоб спровокувати війну з метою повалення Масхадова…, але чеченською умовою було, щоб російська армія зупинилася біля річки Терек. Натомість Путін обдурив чеченців і розпочав тотальну війну».